# Lucia Lacarra

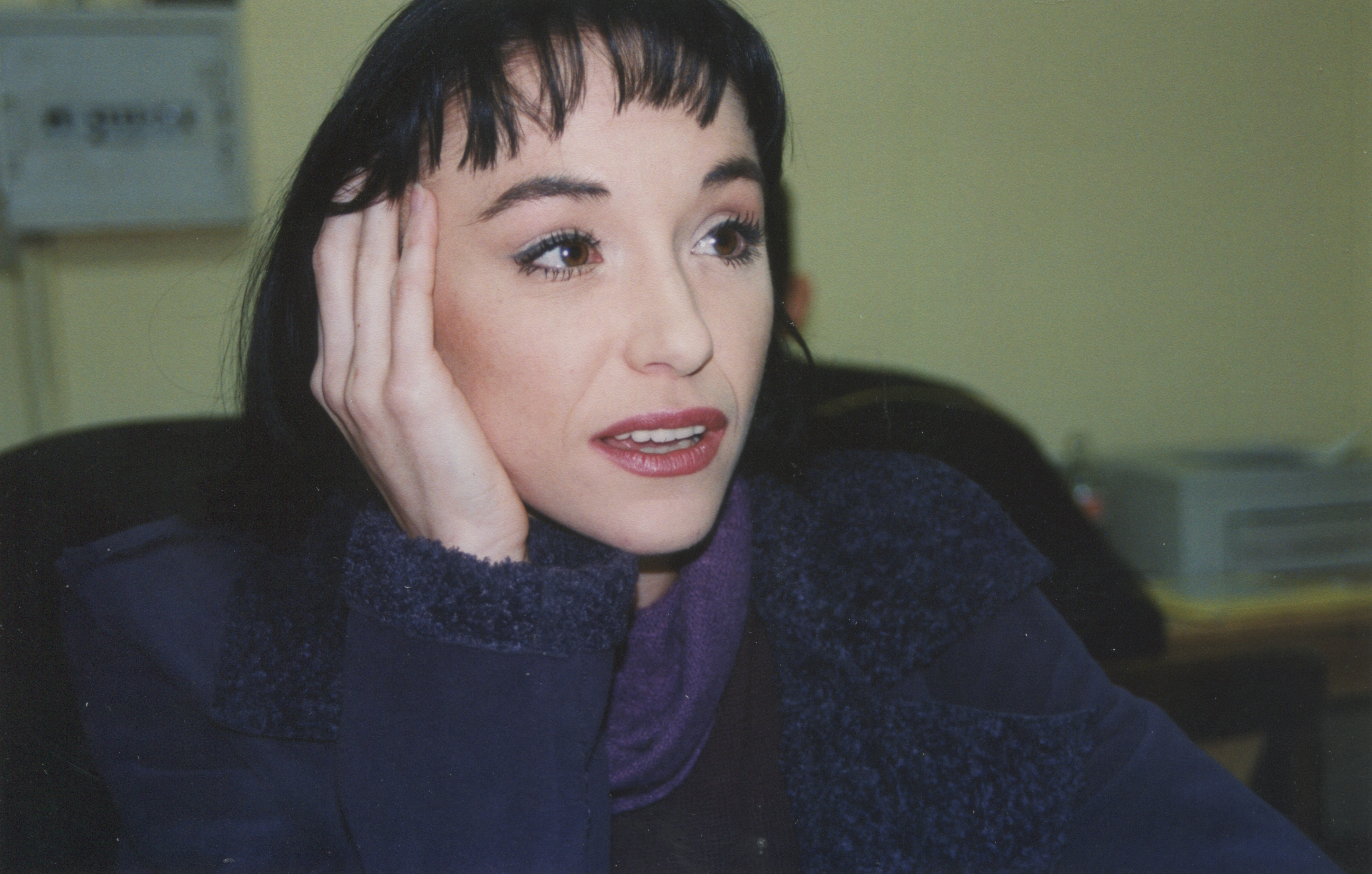
Lucia Lacarra

Lucia Lacarra (Zumaia, 1975) is een Spaans ballerina.
Lacarra studeerde in Madrid bij Victor Ullate. In 1994 sloot zij zich aan bij het Ballet National de Marseille en in 1997 werd zij prima ballerina bij het San Francisco Ballet onder Helgi Tomasson. In 2002 stapte zij over naar het Bayerischen Staatsballett, waar zij en haar levenspartner Cyril Pierre eerste solist zijn.

## Prijzen
- Prix Benois de la Danse